# U 31 (U-Boot, 1936)
U 31 war ein deutsches U-Boot vom Typ VII A, das im Zweiten Weltkrieg von der Kriegsmarine eingesetzt und dabei gleich zweimal versenkt wurde.

## Geschichte
Der Auftrag für das Boot wurde am 1. April 1935 an die AG Weser in Bremen vergeben. Die Kiellegung erfolgte am 1. März 1936, der Stapellauf am 25. September 1936, die Indienststellung unter Kapitänleutnant Rolf Dau am 18. Dezember 1936.
Nach der Indienststellung gehörte das Boot bis zum 31. Dezember 1939 als Einsatz- bzw. Frontboot zur U-Flottille „Saltzwedel“ in Wilhelmshaven. Bei der Neugliederung der U-Flottillen kam U 31 bis zu seiner ersten Versenkung am 12. März 1940 zur 2. U-Flottille nach Wilhelmshaven. Nach der Hebung des Bootes wurde es vom 12. März 1940 bis zum 29. Juli 1940 außer Dienst gestellt, bevor es dann wieder bis zu seiner zweiten Versenkung am 2. November 1940 zur 2. U-Flottille kam.
U 31 unternahm sieben Feindfahrten, auf denen 13 Schiffe mit einer Gesamttonnage von 27.911 BRT versenkt und ein Kriegsschiff mit 33.950 t beschädigt wurden.

## Einsatzstatistik

### Erste Feindfahrt
Das Boot lief am 27. August 1939 um 15.00 Uhr von Memel aus und am 2. September 1939 in Wilhelmshaven ein. Auf dieser sechs Tage dauernden Unternehmung in der Ostsee und der Danziger Bucht zu Überwachung der polnischen Küste während des Angriffskrieges gegen Polen wurden keine Schiffe versenkt oder beschädigt.

### Zweite Feindfahrt
Das Boot lief am 9. September 1939 um 11.30 Uhr von Wilhelmshaven aus und am 2. Oktober 1939 um 8.45 Uhr wieder dort ein. Auf dieser 23 Tage dauernden Unternehmung im Nordatlantik und der Biskaya wurden zwei Schiffe mit 8.706 BRT versenkt.
- 16. September 1939: Versenkung des britischen Frachters Aviemore (4.060 BRT) (Lage) durch einen Torpedo. Er hatte 5.105 t Zinnbleche geladen und befand sich auf dem Weg von Swansea nach Montevideo und Buenos Aires. Das Schiff gehörte zum Konvoi OB-4 mit neun Schiffen. Es gab 23 Tote und elf Überlebende.
- 24. September 1939: Versenkung des britischen Frachters Hazelside (4.646 BRT) (Lage) durch Artillerie-Feuer und einen Torpedo. Er hatte Bauholz, Papierbrei und Weizen geladen und befand sich auf dem Weg von Tacoma nach Liverpool. Es gab zwölf Tote und 22 Überlebende.

### Dritte Feindfahrt
Das Boot lief am 21. Oktober 1939 um 12.40 Uhr von Wilhelmshaven aus und am 31. Oktober 1939 um 12.15 Uhr wieder dort ein. Auf dieser zehn Tage dauernden Minenunternehmung vor Loch Ewe wurden 18 Magnetminen gelegt. Durch diese Minen wurden zwei Schiffe mit 160 BRT versenkt und ein Schlachtschiff von 33.950 t schwer beschädigt.
- 4. Dezember 1939: Schwere Beschädigung des britischen Schlachtschiffs Nelson (33.950 tn.l.) durch einen Minentreffer.
- 23. Dezember 1939: Versenkung des britischen Hilfs-Minensuchbootes Glenalbyn (82 BRT) durch einen Minentreffer.
- 23. Dezember 1939: Versenkung des britischen Hilfs-Minensuchbootes Promotive (78 BRT) durch einen Minentreffer.

### Vierte Feindfahrt
Das Boot lief am 19. November 1939 um 15.58 Uhr von Wilhelmshaven aus und am 11. Dezember 1939 um 22.45 Uhr dort wieder ein. Auf dieser 23 Tage dauernden Unternehmung in den Nordatlantik bei den Orkney und der britischen Ostküste wurden sechs Schiffe mit 12.239 BRT versenkt.
- 1. Dezember 1939: Versenkung des finnischen Frachters Mercator (4.260 BRT) (Lage) durch einen Torpedo. Er hatte Kaffee, Mais, Linsen, und Käse geladen und befand sich auf dem Weg nach Helsinki. Es gab neun Tote.
- 3. Dezember 1939: Versenkung des dänischen Frachters Ove Toft (2.135 BRT) (Lage) durch einen Torpedo. Er hatte Kohle geladen und befand sich auf dem Weg von Immingham nach Göteborg. Es gab sechs Tote.
- 4. Dezember 1939: Versenkung des norwegischen Frachters Gimle (1.271 BRT) (Lage) durch einen Torpedo. Er hatte Koks geladen und befand sich auf dem Weg von Hartlepool nach Göteborg. Es gab drei Tote.
- 4. Dezember 1939: Versenkung des norwegischen Frachters Primula (1.024 BRT) (Lage) durch einen Torpedo. Er fuhr in Ballast und war auf dem Weg von Oslo nach Großbritannien. Es gab acht Tote.
- 6. Dezember 1939: Versenkung des estnischen Frachters Agu (1.575 BRT) durch einen Torpedo. Er hatte Kohle geladen und befand sich auf dem Weg vom Tyne nach Göteborg. Es war ein Totalverlust mit 18 Toten.[1]
- 6. Dezember 1939: Versenkung des schwedischen Frachters Vinga (1.974 BRT) (Lage) durch einen G7e-Torpedo. Er hatte Kohle geladen und befand sich auf dem Weg vom Tyne (Großbritannien) nach Göteborg (Schweden). Es gab keine Toten.

### Fünfte Feindfahrt
Das Boot lief am 15. Januar 1940 um 11.50 Uhr von Wilhelmshaven aus und am 4. Februar 1940 wieder dort ein. Auf dieser 21 Tage dauernden und zirka 2.100 sm langen Minenunternehmung in den Nord-Minch-Kanal, bei der zwölf Minen gelegt wurden, wurden keine Schiffe versenkt oder beschädigt.

### Erste Versenkung
Am 11. März 1940 gegen 12.00 Uhr wurde U 31 auf der Schillig-Reede in Wilhelmshaven durch vier Fliegerbomben einer Blenheim „O“ der britischen Squadron 82 auf der Position 53° 37′ N, 8° 10′ O im Marine-Planquadrat AN 9512 versenkt. Es war ein Totalverlust mit 58 Toten, darunter auch Arbeiter der Werft. Das Boot wurde am 24. März 1940 aus 17 Meter Wassertiefe gehoben, in Wilhelmshaven eingedockt und bis zu seiner Wiederherstellung am 30. Juli 1940 außer Dienst gestellt.

### Sechste Feindfahrt
Das Boot lief am 16. September 1940 von Wilhelmshaven aus und am 8. Oktober 1940 in Lorient ein. Auf dieser 23 Tage dauernden und zirka 3.400 sm über und 87 sm unter Wasser langen Unternehmung in den Nordatlantik den Nordkanal der Rockall Bank und der Biscaya wurde zwei Schiffe mit 4.400 BRT versenkt.
- 22. September 1940: Versenkung des färöischen Fischdampfers Union Jack (81 BRT) (Lage) durch Artilleriefeuer. Die Union Jack hatte Fisch geladen und befand sich auf dem Weg von Island nach Aberdeen. Die Besatzung von U 31 gab den Matrosen genügend Zeit, Rettungsboote klarzumachen und sich mit genügend Lebensmitteln einzudecken, bevor das Schiff versenkt wurde. Alle überlebten, wofür die Färöer dem Kommandanten dankbar waren.
- 27. September 1940: Versenkung des norwegischen Motorschiffs Vestvard (4.319 BRT) durch zwei Torpedos. Es fuhr in Ballast und war auf dem Weg von Manchester nach Montreal. Es gab einen Toten und 28 Überlebende.

### Siebente Feindfahrt
Das Boot lief am 19. Oktober 1940 von Lorient aus und wurde am 2. November 1940 versenkt. Auf dieser 14 Tage dauernden Unternehmung in den Nordatlantik wurde ein Schiff mit 5.389 BRT versenkt.
- 29. Oktober 1940: Versenkung des britischen Frachters Matina (5.389 BRT) (Lage) durch einen Torpedo. Er hatte 1.500 t Bananen geladen und befand sich auf dem Weg von Port Antonio nach Liverpool. Es war ein Totalverlust mit 68 Toten. Der Dampfer wurde bereits am 26. Oktober 1939 von U 29 beschädigt.

## Verbleib
Die zweite und endgültige Versenkung von U 31 erfolgte am 2. November 1940 im Nordatlantik nordwestlich von Irland durch Wasserbomben und Artilleriebeschuss des britischen Zerstörers Antelope. Es gab zwei Tote und 44 Überlebende. Die Position war 56° 26′ N, 10° 18′ W im Marine-Planquadrat AM 2999.